# Harare
Harare (tot 1982 Salisbury) is de hoofdstad van Zimbabwe. De stad telde ongeveer 1,4 miljoen inwoners bij de volkstelling van 2002 en naar schatting ongeveer 2,8 miljoen mensen wonen in de agglomeratie. Harare is de grootste stad van het land en ook het politiek en economisch centrum. De stad is een handelscentrum voor tabak, maïs, katoen en citrusvruchten. Verder worden er textiel, staal en chemicaliën gefabriceerd en is er een goudmijn in de buurt. Harare ligt op een hoogte van 1.483 meter en heeft een gematigd klimaat.
In Harare bevindt zich de Universiteit van Zimbabwe, de grootste universiteit in het land. De Internationale Boekenbeurs van Zimbabwe is er jarenlang de belangrijkste boekenbeurs van Afrika geweest.

## Geschiedenis
De stad werd gesticht door de Engelsen in 1890 als een fort door de Pioneer Column, een strijdkracht die opgericht werd door Cecil Rhodes, de stichter van Rhodesië. De stad kreeg oorspronkelijk de naam Fort Salisbury, naar de markies van Salisbury, die toen premier van Engeland was. Later werd de naam ingekort tot Salisbury.
Salisbury werd een gemeente in 1897 en een stad in 1935. Zij was de hoofdstad van de federatie van Rhodesië en Nyasaland van 1953 tot 1963. Daarna bleef ze de hoofdstad van Zuid-Rhodesië en ze werd in 1965 de hoofdstad van Rhodesië onder premier Ian Smith. Sindsdien groeide Salisbury uit tot een moderne stad.
Toen Robert Mugabe in 1980 aan de macht kwam, wilde hij de Europese naam veranderen en uiteindelijk gebeurde dat op 18 april 1982. Toen herdacht het land het tweede jaar van de stichting van Zimbabwe.
Harare werd zwaar getroffen door het onderdrukkende bewind van Robert Mugabe. Het land kreeg te maken met landonteigening van blanke boeren en de daarop volgende ernstige economische teruggang. Diensten als het ophalen van vuilnis en het repareren van de straten lagen volledig stil. Ook de politieke situatie was instabiel; de gekozen raad werd naar huis gestuurd en werd vervangen door een raad van Mugabe’s volgelingen.
In mei 2005 liet de Zimbabwaanse regering alle armere voorsteden slopen, bekend als de Operatie Murambatsvina. Dit gaf een scherpe reactie in de hele wereld, want het vond plaats zonder enige waarschuwing. De regering zei dat het hiermee een einde aan armoede wil maken, maar over het algemeen wordt aangenomen dat dit is gedaan om de mensen die de oppositie steunen de mond te snoeren. Er waren ook geen plannen voor het herbouwen van huizen.

## Stedenbanden
- Cincinnati
- Nottingham
- Buxton
- Lago
- Prato
- München (Bevroren relatie)

## Bekende inwoners van Harare

### Geboren
- Ray Amm (1927-1955), motorcoureur
- Mick Pearce (1938), architect
- Denis Watson (1955),  golfer
- Ian Hutchings (1968), golfer
- Colin Pocock (1972), Zuid-Afrikaans beachvolleyballer
- Timothy Jones (1975),  wielrenner
- William Andrews (1977), Brits acteur, filmproducent, filmregisseur en komiek.
- Glen Salmon (1977), Zuid-Afrikaans voetballer
- Cara Black (1979), tennisster
- Brendon de Jonge (1980), golfer
- Brian Dzingai (1981), sprinter
- TC Charamba (1982), golfer
- Kirsty Coventry (1983), zwemster en IOC-bestuurder
- Christopher Felgate (1982), triatleet
- Ryan Cairns (1984), golfer
- Cephas Chimedza (1984), voetballer
- Nyasha Mushekwi (1987), voetballer
- Rachel Klamer (1990), Nederlands triatlete, duatlete en atlete
- Tino Kadewere (1996), voetballer

Bulawayo · Harare · Manicaland · Mashonaland Central · Mashonaland East · Mashonaland West · Masvingo · Matabeleland North · Matabeleland South · Midlands